# 덕분에 챌린지
덕분에 챌린지는 2020년 초, 코로나바이러스감염증-19의 창궐 이후 대한민국 의료진의 헌신과 노고를 기리는 마음에서 시작된 캠페인이다. 또한 중앙재난안전대책본부에서 2020년 4월 16일부터 공식 인스타그램을 통해 국민과 의료진의 같은 날, 다른 모습을 콘텐츠화하여 게재하기 시작하였으며, 국민은 의료진에게 수어로 '존경합니다'라는 표현을, 의료진은 국민에게 '감사합니다, 자부심을 느낍니다'라는 표현을 하는 동작을 게시함으로써 참여한다.
또한 이 캠페인에 참여한 사람들은 각자의 개인 SNS(인스타그램)에 #덕분에캠페인 #덕분에챌린지 #의료진덕분에 #thankstochallenge 해시태그와 함께 사진을 업로드하였고, 2020년 5월 18일 기준 2만 4천여 명의 대한민국 국민이 캠페인에 참여하였다. 가수 보아부터 밴쿠버 올림픽 금메달리스트 김연아, 핑크퐁까지 대한민국 대표 셀럽들이 참여하였으며 각 지자체와 정부기관, 정세균 국무총리, 문재인 대통령까지 함께 참여하며 대국민 응원 캠페인으로 발전하였다.